# Erlöserkirche (Uetersen)

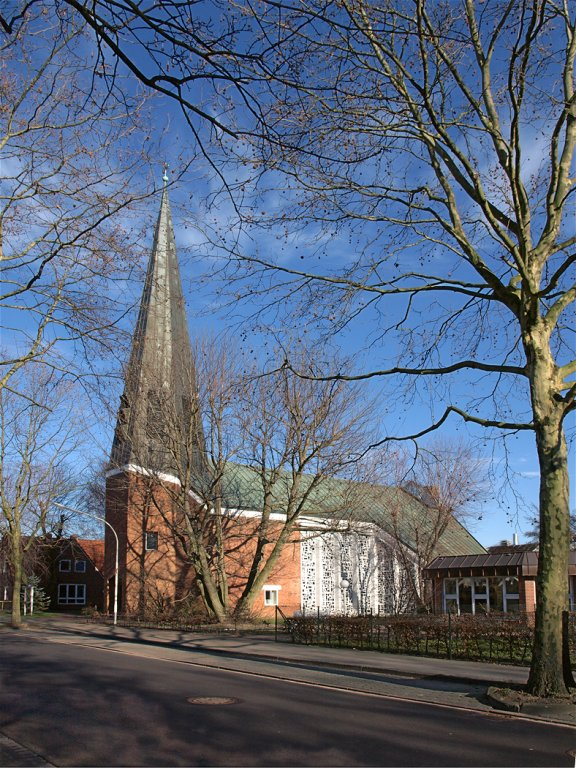
Erlöserkirche am Ossenpadd

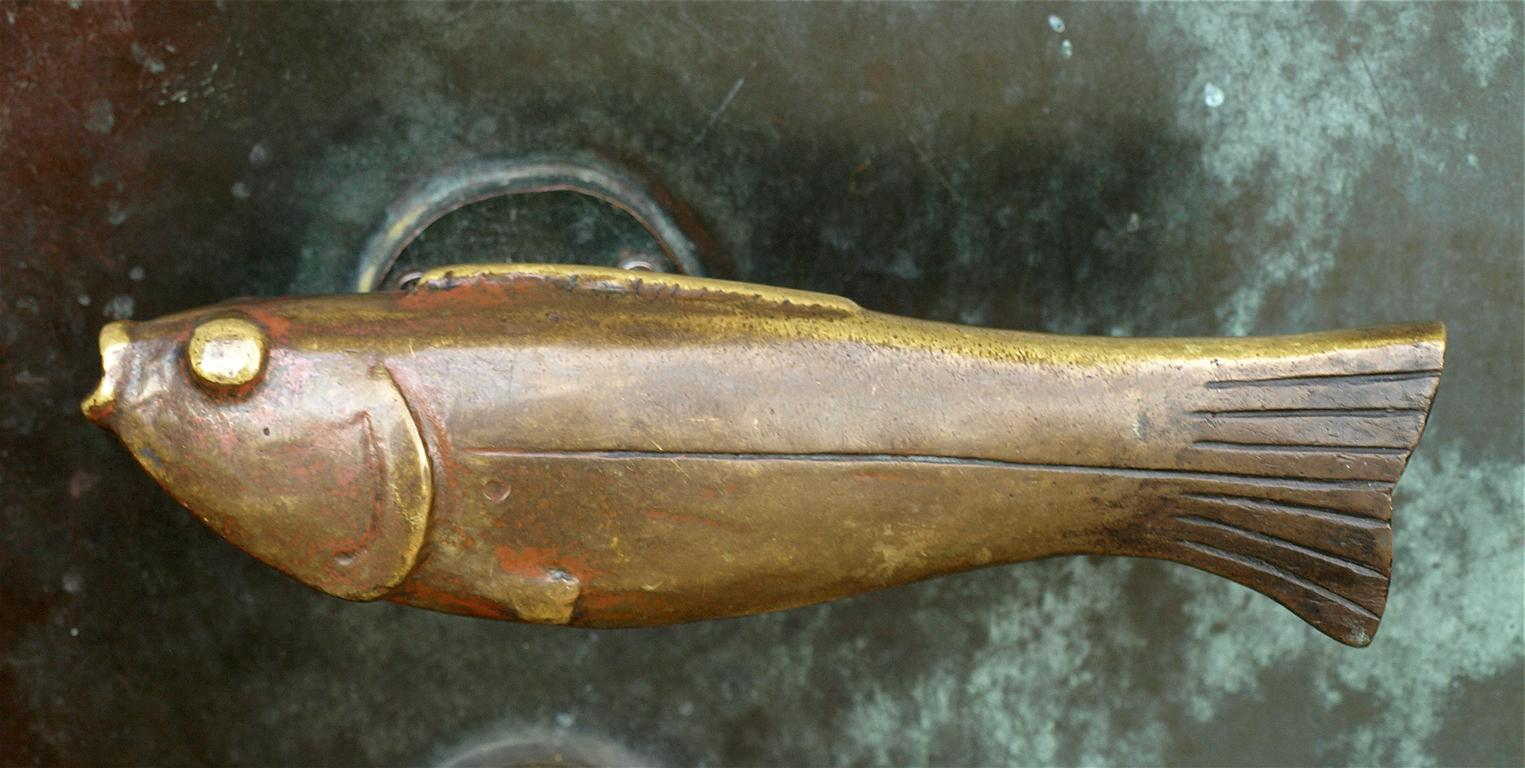
Fisch als Türgriff – ein frühchristliches Symbol

Die Erlöserkirche ist eine evangelisch-lutherische Kirche in der Straße Ossenpadd in Uetersen. Sie wurde 1961 errichtet, etwa gleichzeitig mit der Tornescher Kirche und der Kirche in Moorrege. Der Entwurf stammt vom Architekten Otto Andersen.

## Der äußere Bau
Der Backsteinbau wird von einem kupfergedeckten Turm mit lang ausgezogenem spitzem Helm dominiert. Das Turmdach geht nahtlos in das Kupferdach des Kirchenschiffs über, so dass Turm und Schiff eng verbunden erscheinen. Nach Osten verbreitert sich das Schiff wegen der Kreuzform des Grundrisses. Im hinteren Teil des Kirchenschiffs nehmen die weiß gestrichenen Betonglasfenster einen großen Teil der Seitenwand ein. Das Bauwerk ist dem Straßenniveau angepasst, ohne Stufe kann man ins Kircheninnere gelangen. Die Straße setzt sich gewissermaßen in der Kirche fort, darauf deutet auch der mit Straßensteinen gepflasterte Mittelgang hin. Der Griff der Eingangstür ist als Fisch gestaltet, womit ein frühchristliches Symbol aufgegriffen wird.

## Das Innere
Unter einem zeltförmigen Dach erweitert sich der Raum beiderseits des Mittelgangs, der auf den Altar zuläuft. Das Tageslicht von einem Deckenfenster beleuchtet den Altar.
- Altar, Taufstein und Kanzel bestehen aus Travertin-Marmor. In deren Anordnung auf annähernd gleichem Niveau spiegelt sich die Gleichwertigkeit von Wort und Sakrament.

- Die große Christusfigur über dem Altar stammt vom Bildhauer Rolf Goerler. Christus breitet in einer Segensgeste die Arme aus. Sein Leiden zeigt sich an den Malen an Händen und Füßen und am Gesichtsausdruck.
- Die farbigen, seitlichen Betonglasfenster wurden von Ernst Günter Hansing entworfen. Die Farbe Blau dominiert darin und bildet einen lebhaften Kontrast zu den Braun- und Rottönen von Backstein und Mobiliar im Inneren.

- Über dem Eingang erstreckt sich der von Otto Andersen entworfene Orgelprospekt. Die Orgel wurde 1963 von der Firma Walker gebaut. Sie hat 21 Register, zwei Manualen und Pedal.

## Galerie

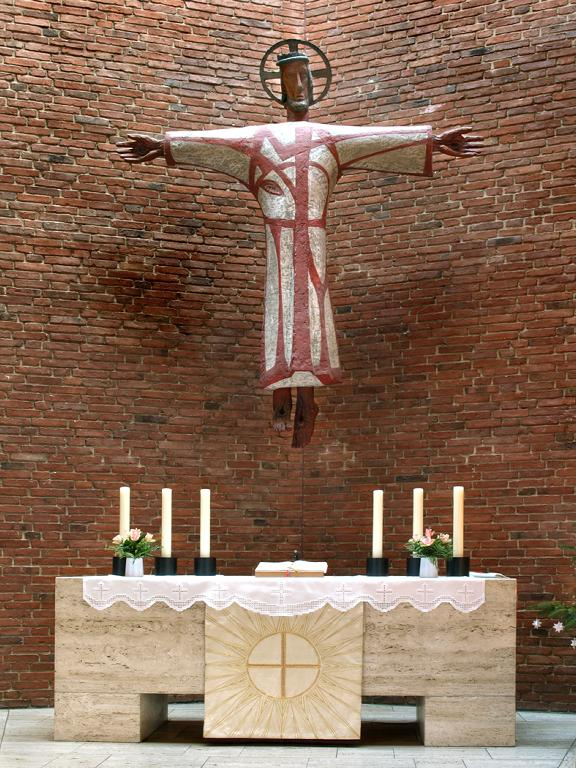
Altar und Christurfigur